# NGC 4585
NGC 4585 est une galaxie spirale barrée située dans la constellation de la Chevelure de Bérénice. Sa vitesse par rapport au fond diffus cosmologique est de 7 583 ± 20 km/s, ce qui correspond à une distance de Hubble de 111,8 ± 7,8 Mpc (∼365 millions d'al). NGC 4585 a été découverte par l'astronome prussien Heinrich Louis d'Arrest en 1865.
NGC 4585 présente une large raie HI.
À ce jour, deux mesures non basées sur le décalage vers le rouge (redshift) donnent une distance de 104,550 ± 7,707 Mpc (∼341 millions d'al), ce qui est à l'intérieur des valeurs de la distance de Hubble.